# Amorphophallus taurostigma
Amorphophallus taurostigma är en kallaväxtart som beskrevs av Ittenbach, Hett. och Josef Bogner. Amorphophallus taurostigma ingår i släktet Amorphophallus och familjen kallaväxter. Inga underarter finns listade.